# Amaxia collaris
Amaxia collaris là một loài bướm đêm thuộc phân họ Arctiinae, họ Erebidae.